# Кужбэ, Александр
Александр Кужбэ (рум. Alexandru Cujbă) — молдавский дипломат и предприниматель. Чрезвычайный и полномочный посол.
Постоянный представитель Республики Молдова при ООН (2008—2011).

## Биография

### Образование
В 1993 окончил Технический университет Молдовы по специальности «инженер-электронщик».

### Трудовая деятельность

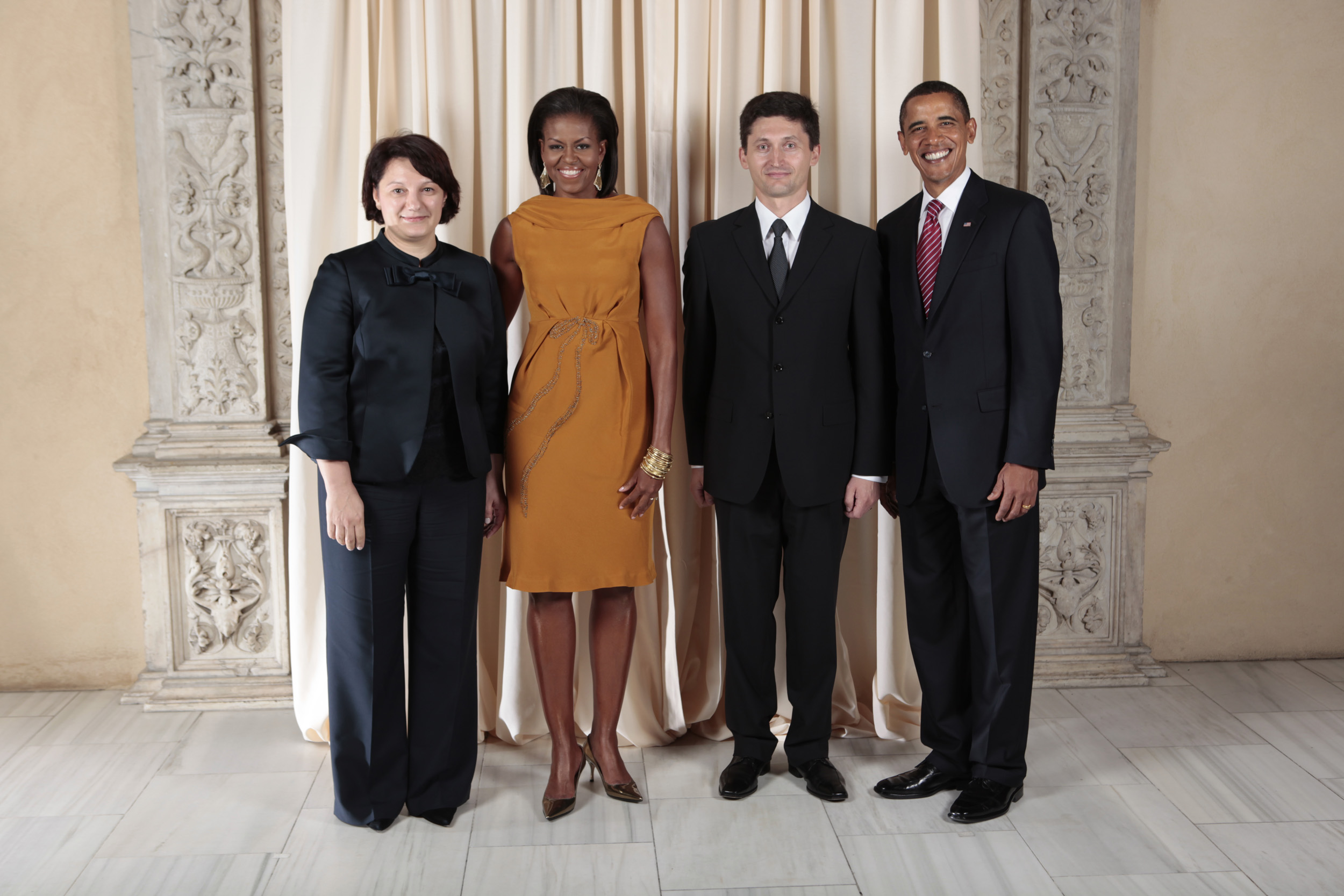
Президент США Барак Обама с супругой Мишель во время приёма в Метрополитен-музее и постпред Молдовы при ООН Александр Кужбэ с супругой Люсией Калугер-Кужбэ

С 1994 по 1996 — руководитель молдавской региональной команды ТОО «Прайс Уотерхаус».
С 1996 по 2002 — второй, первый секретарь, заместитель начальника главного управления международной безопасности министерства иностранных дел Республики Молдова.
С 2002 по 2005 — заместитель постоянного представителя Республики Молдова при Организации Объединённых Наций.
С 2005 по 2007 — директор Департамента двустороннего сотрудничества министерства иностранных дел и европейской интеграции Республики Молдова.
С 17 сентября 2008 по 21 ноября 2011 — постоянный представитель Республики Молдова при ООН в ранге чрезвычайного и полномочного посла. 8 октября 2008 вручил верительные грамоты Генеральному секретарю ООН Пан Ги Муну.
14 октября 2011 присвоен дипломатический ранг «министр-посланник».
С 2013 по 2015 — генеральный директор и генеральный секретарь руководящего комитета по устойчивому развитию Международной организации сотрудничества Юг-Юг (IOSSC), Нью-Йорк.
С 2016 — бизнес-консультант, основатель и председатель Blockchain Alliance International.
С 2019 — международный консультант в области устойчивого развития при ООН.

## Семья
Женат, супруга — Люсия Калугер-Кужбэ.